# Faudel
Faudel Belloua (فضيل بيلوى)(Mantes-la-Jolie, 6 de Junho de 1978) é um cantor e ator Franco-Argelino.
Faudel fez muito sucesso com as músicas Tellement je t’aime, Ne me quitte pas e Main dans la main. Como ator atuou em filmes como Le battement d'ailes du papillon e Bab el web.

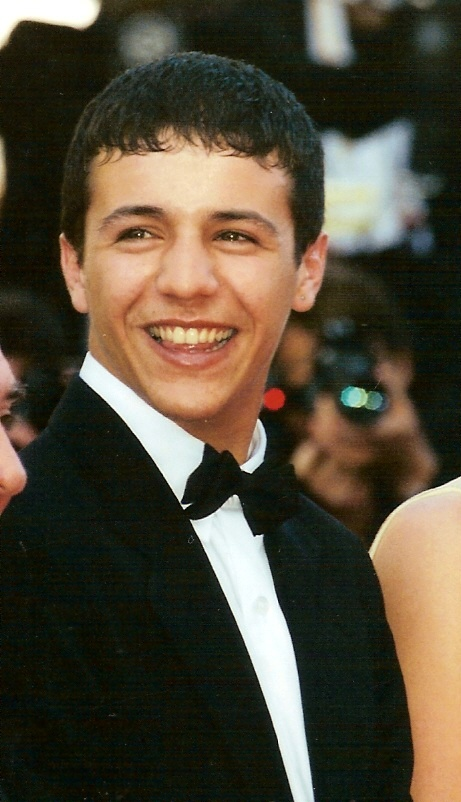
Faudel no festival de Cannes 1999.

## Biografía
Desde pequeno Faudel viveu em um ambiente musical.Ainda pequeno fez parte do grupo Meddahates, composto basicamente de meninas, especializada em música tradicional argelina.
Na adolescência já tocava em bares e clubes de Paris.
Quando tinha 13 anos, Faudel atraiu a atenção do guitarrista Mohamed Mestar, que se encaregou de sua carreira.logo Faudel já cantava com grandes músicos da cena francesa como MC Solaar e Khaled.
Logo após Faudel fechou contrato com uma gravadora, fazendo mais tarde uma turnê pela Europa.
Em maio de 2017, em sua conta no Instagram, Faudel anuncia o próximo lançamento de um novo álbum de vinte canções, gravado em colaboração com RedOne, incluindo o single All Day, All Night a ser apresentado em junho de 2017 [14], [ 15]]. O single All Day, All Night foi finalmente lançado em 26 de abril de 2018 no programa Touche pas à mon poste! em C8 (canal de televisão) [16].
Em 2017, Faudel gravou a dupla Rani com o cantor palestino Mohammed Assaf [17].

## Discografia
- 1997 : Baïda.

- 1998 : 1, 2, 3 Soleils, (album live com Khaled e Rachid Taha).

- 2001 : Samra et L'odyssée des enfoirés.

- 2003 : Un Autre Soleil.

- 2006 : Mundial Corrida.
- 2007 : J'ai chaud.

- 2010 : Bled memory.

- 2018 :  All Day, All Night (RedOne).